# Пагуліч Євген Геннадійович
Євге́н Генна́дійович Пагу́ліч (9 березня 1995 — 22 січня 2015) — солдат Збройних сил України, десантник. Позивний «Крамар». Один із «кіборгів».

## Короткий життєпис
Народився в селі Староварварівка Олександрівського району. Після закінчення 9-го класу 11-ї ЗОШ у місті Краматорськ вступив до Краматорського вищого професійного училища, де навчався за професією «Модельник дерев'яних моделей». Працював на Новокраматорському машинобудівному заводі.
Призваний до лав Збройних сил України, служив кулеметником у 8 роті 3 батальйону 25-ї окремої повітрянодесантної бригади. З початку травня 2014-го брав безпосередню участь у боях.
22 січня 2015 року загинув у бою поблизу Авдіївки в районі Донецького аеропорту. Перебував у списку зниклих безвісти. 27 січня тіло знайшла пошукова група. Поховали Євгена у рідному селі.
Залишилися батьки та сестра.

## Нагороди та вшанування
- Указом Президента України № 311/2015 від 4 червня 2015 року, «за особисту мужність і високий професіоналізм, виявлені у захисті державного суверенітету та територіальної цілісності України, вірність військовій присязі», нагороджений орденом «За мужність» III ступеня (посмертно)[1].
- У лютому 2016 року у Краматорському ВПТУ, де вчився Євген, встановили меморіальну дошку на його честь.
- Вшановується в меморіальному комплексі «Зала пам'яті», в щоденному ранковому церемоніалі 22 січня[2][3].